# Galeomorphii

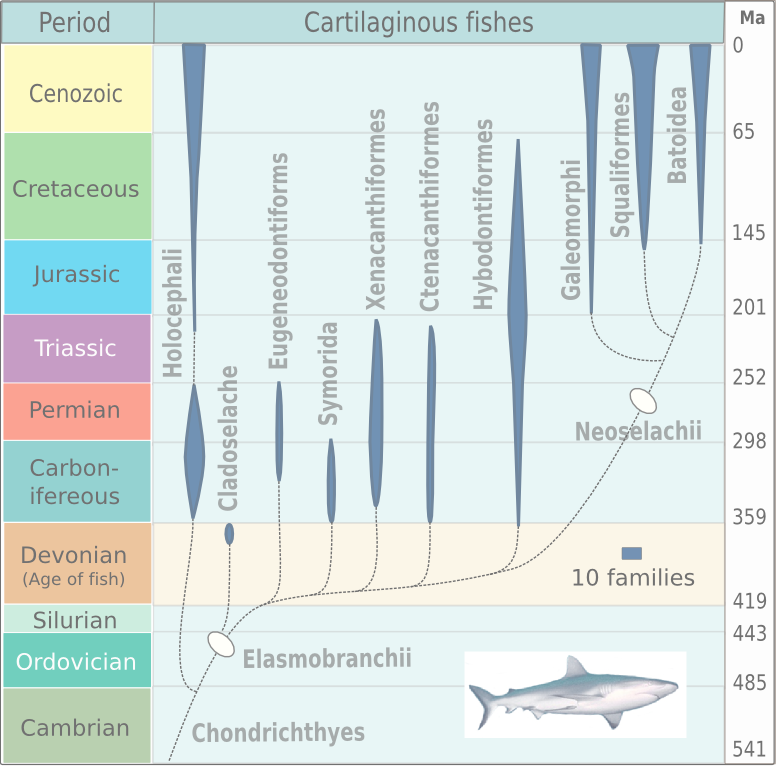
Radiación de peces cartilaginosos, incluyendo Galeomorphii. Derivado de trabajo por Michael Benton, 2005.

Galeomorphii es un superorden de peces cartilaginosos el cuál incluye todos los tiburones modernos excepto el cazón y sus parientes. Son a veces llamados tiburones galea. Hay aproximadamente 300 especies vivientes en 23 familias. El superorden está dividido en cuatro órdenes: Heterodontiformes, Orectolobiformes, Lamniformes y Carcharhiniformes